# Tachinaephagus ceylonicus
Tachinaephagus ceylonicus är en stekelart som först beskrevs av Subba Rao 1972.  Tachinaephagus ceylonicus ingår i släktet Tachinaephagus och familjen sköldlussteklar. Inga underarter finns listade i Catalogue of Life.